# Raión de Stare Misto (Vinnytsia)
Raión de Stare Misto (en ucraniano: Староміський район) es un antiguo raión o distrito urbano de Ucrania, en la ciudad de Vinnytsia. 
Comprende una superficie de 18 km².

## Demografía
Según estimación 2010 contaba con una población total de 59574 habitantes.